# Уайт-Бэр-Лейк (город, Миннесота)
Уайт-Бэр-Лейк (англ. White Bear Lake, в переводе «Озера Белого Медведя») — город в округах Рамси и Вашингтон, штат Миннесота, США. На площади 22,5 км² (21,2 км² — суша, 1,3 км² — вода), согласно переписи 2010 года, проживают 23 797 человек. Плотность населения составляет 1145,6 чел./км².
- Телефонный код города — 651
- Почтовый индекс — 55110
- FIPS-код города — 27-69970[1]
- GNIS-идентификатор — 0654077[2]

## Топоним
Название города произошло от названия самого большого озера на его территории — «Озера Белого Медведя». Американские писатели донесли до наших дней разные версии легенд, объясняющих происхождение названия. В своей книге «Индейские легенды Миннесоты» Карл Т. Тайер пишет: «Говорят, что девушка племени Сиу влюбилась в храбреца из племени Чиппева. Когда она, дочь вождя, узнала, что её отец намерился идти войной на Чиппева, то побежала к любимому и предупредила его. Храбрый юноша отправился в одиночку в деревню Сиу просить мира и руки девушки. Прежде, чем дать согласие, вождь хотел убедиться насколько храбры воины Чиппева. Влюбленные обычно встречались на острове Духов. Однажды, когда юноша приближался к острову, предвкушая встречу с любимой, он увидел как огромный белый медведь атакует её. Отважный воин бросился спасать девушку. Освобожденная из лап зверя, она побежала за помощью к отцу и другим соплеменникам Сиу. Вернувшись, они увидели, что храбрый юноша погрузил свой нож в медведя. Но было слишком поздно: они оба пали на землю мертвыми. Медленно, пока все смотрели, души воина и медведя поднялись над поникшими телами. Говорят, что и по сей день с наступлением сумерек они бродят по острову в вечном поиске друг друга».
В своих мемуарах «Жизнь на Миссисипи» Марк Твен предлагает другой конец истории, полагая, что «…воин одним рассекающим ударом ножа открыл малиновые шлюзы смерти, и умирающий медведь ослабил свои объятия. В эту ночь не было больше сна для музыкантов и влюбленных, и пока стар и млад танцевали у каркаса мертвого монстра, галантный воин был представлен к другой награде, и, прежде чем снова взошла луна, к его сердцу было добавлено живое сокровище. Их дети много лет играли на шкуре белого медведя — от которого озеро берет своё название, и девушка с парнем долго помнили страшную сцену и спасение, которое их соединило».

## История
10 сентября 1868 года в Уайт-Бэр-Лейк была проведена железнодорожная ветка сети «Дороги Верхнего озера и Миссисипи». В 1874 году Марк Твен упомянул Уайт-Бэр-Лейк в своем произведении «Жизнь на Миссисипи» как курортное место. Журнал «Американские путешественники» в 1881 писал: «Одним из самых популярных курортов в северных землях является Озеро Белого Медведя (Уайт-Бэр-Лейк)». В это время в городе открывались отели, павильоны. В том же 1881 году жители построили клуб, где они могли поесть, развлечься и пообщаться. Существующий ныне дом-музей «Филлебраунов» был построен на Лэйк авеню в 1879 году С. П. Нойенсом. В 1881 году дом был куплен Д. Г. Янгом и затем в 1905 году У.Филлебрауном, который подарил его Историческому обществу в 1970 году. Историческое общество было зарегистрировано 25 сентября 1970 года. Его члены собирают, сохраняют и делятся историческими моментами среди пяти городков, расположенных по берегу озера: Берчвуд, Делвуд, Матомидай, Уайт Беар Лэйк и Уайт Беар Тауншип.
Уайт-Бэр-Лейк получил статус города в 1921 году. Школа старших классов в городе образовалась в результате слияния двух школ в 1983 году, но до сих пор располагается в двух разных зданиях: Северный Кампус, где учатся 9—10 классы, и Южный Кампус — 11 и 12 классы. Всего в двух зданиях занимается примерно 3000 учеников.
В 1952 году в Уайт-Бэр-Лейк был организован местный театр «Лейкшор» (Берег озера). В данный момент он находится в помещении бывшей церкви, построенной в 1889 году, по адресу 4820 Стюарт авеню. Центр Искусства был официально организован 16 мая 1968 года и переехал в новое здание осенью 2013 года по адресу 4971 Лонг авеню.

## География
Город занимает площадь 8,66 кв.миль (22,43 кв.км), из которых 8,02 кв.миль (20.77 кв.км) земля и 0,64 кв.мили (1,66 кв.км) вода. 61 и 96 автострады США, 96 шоссе штата Миннесоты, межштатные магистрали 35Е и 694 — пять главных дорожных магистралей в городе. Из общественного транспорта есть 276 автобус. Некогда построенная железная дорога изредка используется для перевозки грузов, но не пассажиров.